# Dylan Dog (film)
Cet article concerne le film. Pour le personnage de bandes dessinées, voir Dylan Dog.
Pour plus de détails, voir Fiche technique et Distribution.
Dylan Dog est une comédie horrifique américaine réalisée par Kevin Munroe, sortie en 2011.
Le film est inspiré de la bande dessinée éponyme créée par Tiziano Sclavi.

## Synopsis
À la Nouvelle-Orléans vivent en secret des communautés de monstres (vampires, loups garous, zombies, etc).
Se déroule alors une série de meurtres qui va mettre en péril la stabilité de la vie des monstres et risque de déclencher une guerre.
Au milieu de tout cela, le détective privé Dylan Dog et son associé Marcus vont avoir fort à faire pour enquêter et empêcher cette guerre.

## Fiche technique
Sauf indication contraire, les informations mentionnées dans cette section peuvent être confirmées par la base de données cinématographiques IMDb,  présente dans la section « Liens externes ».
- Titre français : Dylan Dog
- Titre québécois :
- Titre original : Dylan Dog: Dead of Night
- Réalisation : Kevin Munroe
- Scénario : Thomas Dean Donnelly et Joshua Oppenheimer
- Direction artistique : Raymond Pumillia
- Décors : Michelle Marchand II
- Costumes : Caroline Eselin (it)
- Distribution : Matthew Lessall, Elizabeth Coulon et Matthew Paul Spriggs
- Photographie : Geoffrey Hall
- Montage : Paul Hirsch
- Musique : Klaus Badelt
- Effets spéciaux de maquillage : Allison Gordin
- Effets spéciaux visuels : Frederic Fortin
- Production : Gilbert Adler et Scott Mitchell Rosenberg
- Sociétés de production : Hyde Park Entertainment, Long Distance Films, Platinum Studios et Prana Studios
- Société(s) de distribution : Film & TV House (Etats-Unis), Condor Entertainment (France)
- Budget : 20 000 000 $ (estimé)
- Pays d'origine :  États-Unis
- Langue originale : anglais
- Format : couleur - 35 mm - 2,35:1 - son Dolby Digital
- Genres : Comédie horrifique et fantastique
- Durée : 107 minutes
- Dates de sortie :
  -  États-Unis : 29 avril 2011
  -  Italie : 16 mars 2011[3]
  -  France : 18 juillet 2012 (vidéo)[4]

## Distribution
- Brandon Routh : Dylan Dog
- Sam Huntington : Marcus
- Aníta Briem : Elizabeth
- Taye Diggs : Vargass
- Peter Stormare : Gabriel
- Kurt Angle : Wolfgang
- Laura Spencer : Zoe
- Marco St. John : Borelli

## Production
- Le film a été entièrement tourné en extérieurs en Louisiane et à La Nouvelle-Orléans[5].
- Dans la bande dessinée, Dylan Dog est assisté par un acolyte du prénom de Groucho qui ressemble trait pour trait à Groucho Marx mais pour des raisons de droits, le personnage a été ici remplacé par un zombie[6].
- Les aventures de Dylan Dog se situent en Grande-Bretagne dans la bande dessinée. Pour le public américain, l'action a toutefois été resituée à La Nouvelle-Orléans .

## Réception critique
- Pour le site Metacritic, sur un total de 10 critiques, 31 % sont favorables au film[7].
- Pour Rotten Tomatoes, sur un total de 39 avis, 8 % sont favorables au film[8] soit une note de 3,2/10.
- Screenrant.com accorde une note de 2/5 au film[9].

## Box office international
Malgré un budget moyen d'une vingtaine de millions de dollars, le film ne récolte en fin d'exploitation que la somme de 4 634 062 dollars ce qui en fait un échec commercial et le place à la 144e place des adaptations de comics au cinéma.

## DVD / Blu-ray
- France :

Le film a fait l'objet d'une sortie sur les supports DVD et Blu-ray.
- Dylan Dog (DVD-9 Keep Case avec surétui gaufré) sorti le 18 juillet 2012 édité par Condor Entertainment et distribué par Seven7. Le ratio écran est en 2.35:1 panoramique 16:9. L'audio est en Français 5.1, 5.1 DTS et 2.0 3D ainsi qu'en Anglais 5.1. Des sous-titres en Français sont disponibles. Pas de bonus vidéo, la durée du film est de 108 minutes. Il s'agit d'une édition Zone 2 Pal.
- Dylan Dog (BD-25 Blu-ray) sorti le 18 juillet 2012 édité par Condor Entertainment et distribué par Seven7. Le ratio écran est en 2.35:1 panoramique 16:9 natif 1080p VC-1. L'audio est en Français 5.1 DTS HD ainsi qu'en 2.0 3D et en Anglais 5.1 DTS HD. Des sous-titres en Français sont disponibles. Pas de bonus vidéo, la durée du film est de 108 minutes. Il s'agit d'une édition Zone B.
- Dylan Dog Ultimate Edition (BD-25 Blu-ray + DVD-9 + Copie digitale du film + 3 artworks de comics, Boitier blu-ray avec fourreau avec vernis sélectif et titre en relief) sorti le 18 juillet 2012 édité par Condor Entertainment et distribué par Seven7. Les spécifications techniques sont les mêmes que celles du DVD et du Blu-ray.